# Clement Lanier
Clement Lanier (1580/85, Anglaterra - St. Alphage Church Greenwich, Kent, 6 de novembre de 1661), a va ser un músic anglès i gravador.
Va ser fill de Nicolas (I), i Lucretia Bassano, i per tant, oncle de Nicholas (II), l'artista-músic. Encara que es coneixia com a "Senyor", tots els músics reals van obtenir aquest títol. En aquest context, la paraula no va transmetre el significat habitual d'un home que posseís un escut d'armes o un ingrés de béns que eliminés la necessitat de treballar per als mitjans de subsistència.
Clement va ser Músic en Ordinari en els gravadors de 1625, i el músic d'instruments de vent del Rei 1633-42; va ser Músic per a la flauta 1660-62. Quan Carles I va ser executat, els Laniers van patir contratemps i dificultats financeres amb pèrdua d'ingressos des de la ruptura de la cort reial, mentre recolzaven al Príncep de Gal·les (després Carlos II) i les seves lluites per recuperar el tron.
El nebot de Clement, Nicolás Lanier (fill de John i Frances, i net de Nicolas (I)), havia reunit una gran col·lecció d'art per al seu sobirà, Carles I. Durant el Protectorat, la col·lecció es va dispersar en una subhasta. Es diu que Clement i el seu germà Jerom van poder comprar algunes de les pintures.
Clement Lanier i Hannah Collett es van casar el 17 d'abril de 1628 a la parròquia de St. Martin Ludgate, Londres, amb una llicència fora de les facultats (vegeu el registre parroquial). Hannah era la filla de John Collet, draper (d. 1630) i la seva esposa Hannah, de la parròquia d'All Hallows Lombard Street. No s'ha trobat cap registre del seu matrimoni. Hannah Collet es va casar en segones núpcies, amb Walter Carter i va ser enterrada el 27 de setembre de 1647 a St. Alphage, Greenwich. La seva voluntat fou nomenar hereus la filla Hannah Lanier, gendre, Clement Lanier i els seus nets Hannah Lanier i John Lanier, així com els seus altres fills.
Clement i Hannah Lanier són els progenitors de la línia nord-americana de Laniers i Barbados. Tots els baptismes i enterraments coneguts dels seus fills van tenir lloc a l'església de St. Alphage, a Greenwich, al comtat de Kent, i apareixen al registre d'aquesta parròquia. (Un baptisme desaparegut en un registre parroquial no implica el bateig en un altre lloc, sinó que sol ser un descuit del secretari parroquial de registrar l'esdeveniment):
- 1. Hannah Lanier (bategada 13 de febrer de 1629/30); m. Thomas Swetnam 1665; Acreditada pel seu pare per criar els germans després de la mort de la seva mare
- 2. John Lanier (any de naixement desconegut); falta al registre parroquial; d. al voltant de 1683 a Prince George Co., VA, m. bef 1656 Lucreece a Anglaterra, dos fills
- 3. Susanna Lanier (bat. 16 de juny de 1633); Va morir jove
- 4. Nicholas Lanier (bat. 26 de març de 1635)
- 5. Susanna Lanier II (any de naixement desconegut); Desapareguts en el registre parroquial, però menors de 21 anys el 1658 així que el 1637
- 6. Lucretia Lanier (bat. 17 de gener de 1638/9); d. bef 1658
- 7. Charles Lanier (any de naixement desconegut); baptisme que falta en el registre parroquial; Enterrat el 26 de gener de 1656/7
- 8. Robert Lanier (bat. 22 de maig de 1642); d. Barbados o Virgínia; M. Rebecca, dos fills coneguts
- 9. Lionel Lanier (bat. 17 de febrer de 1643/4); va morir mentre servia un aprenentatge; Enterrat el 19 de setembre de 1665 a St Benet Paul's Wharf, Londres
- 10. Frances Lanier (bat. 3 d'abril de 1646)
- 11. William Lanier (bat. 14 d'octubre de 1647)
- 12. Elizabeth Lanier (any de naixement desconegut); Falta al registre parroquial[2]

NOTA: Dels fills anteriors, Robert, Lionel, William, Hannah, Elizabeth, Susanne i Frances van rebre petits llegats en el testament de la germana del seu pare, Catherine Lanier Farrant, escrits el 24 d'agost de 1659 (TNA / PCC PROB / 11 / 305). Això implica que John Lanier ja havia marxat de casa, possiblement amb l'emigració als Estats Units, mentre Robert encara era a Anglaterra, si no a Greenwich.